# Mats Näslund
Mats Näslund (* 31. října 1959, Timrå, Švédsko) je bývalý švédský hokejový útočník.

## Hráčská kariéra

### Klubová kariéra
Začínal ve Švédsku, kde hrával za týmy Timrå IK a Brynäs IF. Do NHL byl draftován v roce 1979 z celkově 37. místa týmem Montreal Canadiens, zůstal však ještě další tři roky ve švédské lize. V Montrealu začal nastupovat v sezóně 1982/1983 a hned se stal stabilním článkem základní sestavy. Na konci sezóny byl zvolen do All-star týmu nováčků, kde byl ve společnosti například Phila Housleye či Steva Larmera (byl to první ročník, ve kterém se All star tým nováčků volil). Nejúspěšnější sezónou pro něj byl ročník 1985/1986, kdy zaznamenal své nejlepší osobní statistiky (43 gólů, 67 asistencí, 110 kanadských bodů) a devatenácti body v play-off výrazně přispěl k zisku Stanley Cupu pro Montreal. Bylo to prozatím naposledy, kdy hráč Montrealu Canadiens překonal hranici sta bodů v jedné sezóně. Také v dalším roce byl nejproduktivnějším hráčem týmu, i když jeho bilance již nebyla tak úspěšná. Patřil mezi slušné hráče, nikdy nenasbíral více než 19 trestných minut za sezónu a v roce 1988 tak byl zaslouženě oceněn Lady Byng Memorial Trophy. Po sezóně 1989/1990 se vrátil do Evropy, hrával rok ve Švýcarsku, poté tři roky ve Švédsku. Ve zkráceném ročníku 1994/1995 se vrátil do NHL a odehrál sezónu v Boston Bruins, poté ukončil aktivní kariéru.

### Reprezentační kariéra
Švédsko reprezentoval na řadě turnajů již od juniorské kategorie. Jako senior se účastnil pěti turnajů mistrovství světa, z nichž má kompletní sbírku medailí, korunovanou zlatem z roku 1991. Třikrát hrál na Kanadském poháru (v letech 1984, 1987 a 1991) a dvakrát na olympijských hrách. Při své poslední účasti na velké akci, na olympiádě v Lillehammeru 1994 byl členem týmu, který vybojoval zlato ve finálovém rozstřelu proti Kanadě. Näslund a jeho spoluhráči Håkan Loob a Tomas Jonsson se stali prvními hokejisty, kteří dokázali vyhrát olympiádu, mistrovství světa i Stanley Cup, a stali se tak členy Triple Gold Clubu.

## Úspěchy a ocenění

### Týmové
- mistr švédské ligy 1980, 1992, 1994
- vítěz Stanley Cupu 1986
- mistr světa 1991
- olympijský vítěz 1994

### Individuální
- člen All-star týmu MSJ do 20 let 1978
- držitel Zlatého puku pro nejlepšího hráče švédské ligy 1980
- člen All star týmu nováčků NHL 1983
- nominován do NHL All-Star Game 1984, 1986, 1988, 1989
- zvolen do druhého All Star týmu NHL 1986
- držitel Lady Byng Memorial Trophy pro nejslušnějšího hráče NHL 1988
- člen Triple Gold Clubu od roku 1994

## Prvenství
- Debut v NHL – 11. října 1982 (Quebec Nordiques proti Montreal Canadiens)
- První asistence v NHL – 14. října 1982 (New Jersey Devils proti Montreal Canadiens)
- První gól v NHL – 14. října 1982 (New Jersey Devils proti Montreal Canadiens, kanadskému brankáři Lindsay Middlebrook)
- První hattrick v NHL – 24. listopadu 1984 (Montreal Canadiens proti Detroit Red Wings)

## Klubové statistiky
| Sezóna     | Klub               | Soutěž     |     | Základní část | Základní část | Základní část | Základní část | Základní část |    | Play off | Play off | Play off | Play off | Play off |
| Sezóna     | Klub               | Soutěž     | Z   | G             | A             | B             | TM            | Z             | G  | A        | B        | TM       |          |          |
| 1975–76    | Timrå IK           | SEL        | 3   | 0             | 0             | 0             | 0             | —             | —  | —        | —        | —        |          |          |
| 1977–78    | Timrå IK           | SEL        | 35  | 13            | 6             | 19            | 14            | —             | —  | —        | —        | —        |          |          |
| 1978–79    | Brynäs IF          | SEL        | 36  | 12            | 12            | 24            | 19            | —             | —  | —        | —        | —        |          |          |
| 1979–80    | Brynäs IF          | SEL        | 36  | 18            | 19            | 37            | 34            | 7             | 2  | 2        | 4        | 4        |          |          |
| 1980–81    | Brynäs IF          | SEL        | 36  | 17            | 25            | 42            | 34            | —             | —  | —        | —        | —        |          |          |
| 1981–82    | Brynäs IF          | SEL        | 36  | 24            | 18            | 42            | 16            | —             | —  | —        | —        | —        |          |          |
| 1982–83    | Montreal Canadiens | NHL        | 74  | 26            | 45            | 71            | 10            | 3             | 1  | 0        | 1        | 0        |          |          |
| 1983–84    | Montreal Canadiens | NHL        | 77  | 29            | 35            | 64            | 4             | 15            | 6  | 8        | 14       | 4        |          |          |
| 1984–85    | Montreal Canadiens | NHL        | 80  | 42            | 37            | 79            | 14            | 12            | 7  | 4        | 11       | 6        |          |          |
| 1985–86    | Montreal Canadiens | NHL        | 80  | 43            | 67            | 110           | 16            | 20            | 8  | 11       | 19       | 4        |          |          |
| 1986–87    | Montreal Canadiens | NHL        | 79  | 25            | 55            | 80            | 16            | 17            | 7  | 15       | 22       | 11       |          |          |
| 1987–88    | Montreal Canadiens | NHL        | 78  | 24            | 59            | 83            | 14            | 6             | 0  | 7        | 7        | 2        |          |          |
| 1988–89    | Montreal Canadiens | NHL        | 77  | 33            | 51            | 84            | 14            | 21            | 4  | 11       | 15       | 6        |          |          |
| 1989–90    | Montreal Canadiens | NHL        | 72  | 21            | 20            | 41            | 19            | 3             | 1  | 1        | 2        | 0        |          |          |
| 1990–91    | HC Lugano          | NLA        | 31  | 27            | 29            | 56            | 12            | 11            | 4  | 9        | 13       | 0        |          |          |
| 1991–92    | Malmö IF           | SEL        | 39  | 15            | 24            | 39            | 10            | 10            | 3  | 2        | 5        | 0        |          |          |
| 1992–93    | Malmö IF           | SEL        | 33  | 11            | 21            | 32            | 10            | 1             | 0  | 0        | 0        | 0        |          |          |
| 1993–94    | Malmö IF           | SEL        | 40  | 14            | 30            | 44            | 8             | 11            | 2  | 4        | 6        | 4        |          |          |
| 1994–95    | Boston Bruins      | NHL        | 34  | 8             | 14            | 22            | 4             | 5             | 1  | 0        | 1        | 0        |          |          |
| SEL celkem | SEL celkem         | SEL celkem | 294 | 124           | 155           | 279           | 145           | 29            | 7  | 8        | 15       | 8        |          |          |
| NHL celkem | NHL celkem         | NHL celkem | 651 | 251           | 383           | 634           | 111           | 102           | 35 | 57       | 92       | 33       |          |          |

## Reprezentace
| Rok                       | Tým                       | Soutěž                    | Z  | G  | A  | B  | TM |
| ------------------------- | ------------------------- | ------------------------- | -- | -- | -- | -- | -- |
| 1977                      | Švédsko 20                | MSJ                       | 7  | 2  | 0  | 2  | 14 |
| 1977                      | Švédsko 18                | MEJ                       | 6  | 9  | 3  | 12 | 2  |
| 1978                      | Švédsko 20                | MSJ                       | 7  | 2  | 8  | 10 | 6  |
| 1979                      | Švédsko 20                | MSJ                       | 6  | 2  | 3  | 5  | 6  |
| 1979                      | Švédsko                   | MS                        | 8  | 5  | 2  | 7  | 8  |
| 1980                      | Švédsko                   | OH                        | 7  | 3  | 7  | 10 | 6  |
| 1981                      | Švédsko                   | MS                        | 8  | 0  | 3  | 3  | 6  |
| 1982                      | Švédsko                   | MS                        | 10 | 2  | 4  | 6  | 6  |
| 1983                      | Švédsko                   | MS                        | 10 | 3  | 4  | 7  | 2  |
| 1984                      | Švédsko                   | KP                        | 8  | 2  | 3  | 5  | 6  |
| 1987                      | Švédsko                   | KP                        | 6  | 1  | 2  | 3  | 2  |
| 1991                      | Švédsko                   | MS                        | 10 | 3  | 5  | 8  | 0  |
| 1991                      | Švédsko                   | KP                        | 6  | 1  | 3  | 4  | 0  |
| 1992                      | Švédsko                   | OH                        | 8  | 1  | 5  | 6  | 27 |
| 1994                      | Švédsko                   | OH                        | 8  | 0  | 7  | 7  | 0  |
| Juniorská kariéra celkově | Juniorská kariéra celkově | Juniorská kariéra celkově | 26 | 15 | 14 | 29 | 28 |
| Seniorská kariéra celkově | Seniorská kariéra celkově | Seniorská kariéra celkově | 89 | 21 | 45 | 66 | 63 |